# Kanti (città)
Kanti è una città dell'India di 20.873 abitanti, situata nel distretto di Muzaffarpur, nello stato federato del Bihar. In base al numero di abitanti la città rientra nella classe III (da 20.000 a 49.999 persone).

## Geografia fisica
La città è situata a 26° 13' 0 N e 85° 17' 60 E e ha un'altitudine di 48 m s.l.m..

## Società

### Evoluzione demografica
Al censimento del 2001 la popolazione di Kanti assommava a 20.873 persone, delle quali 11.082 maschi e 9.791 femmine. I bambini di età inferiore o uguale ai sei anni assommavano a 3.650, dei quali 1.907 maschi e 1.743 femmine. Infine, coloro che erano in grado di saper almeno leggere e scrivere erano 10.116, dei quali 6.350 maschi e 3.766 femmine.